# Zamek w Mariampolu
Zamek w Mariampolu – zamek typu palazzo in fortezza wybudowany w XVII w. przez Stanisława Jana Jabłonowskiego w Mariampolu.
Zamek posiadał baszty, wały i głębokie fosy. Fragmenty wałów istnieją do dziś.

## Historia

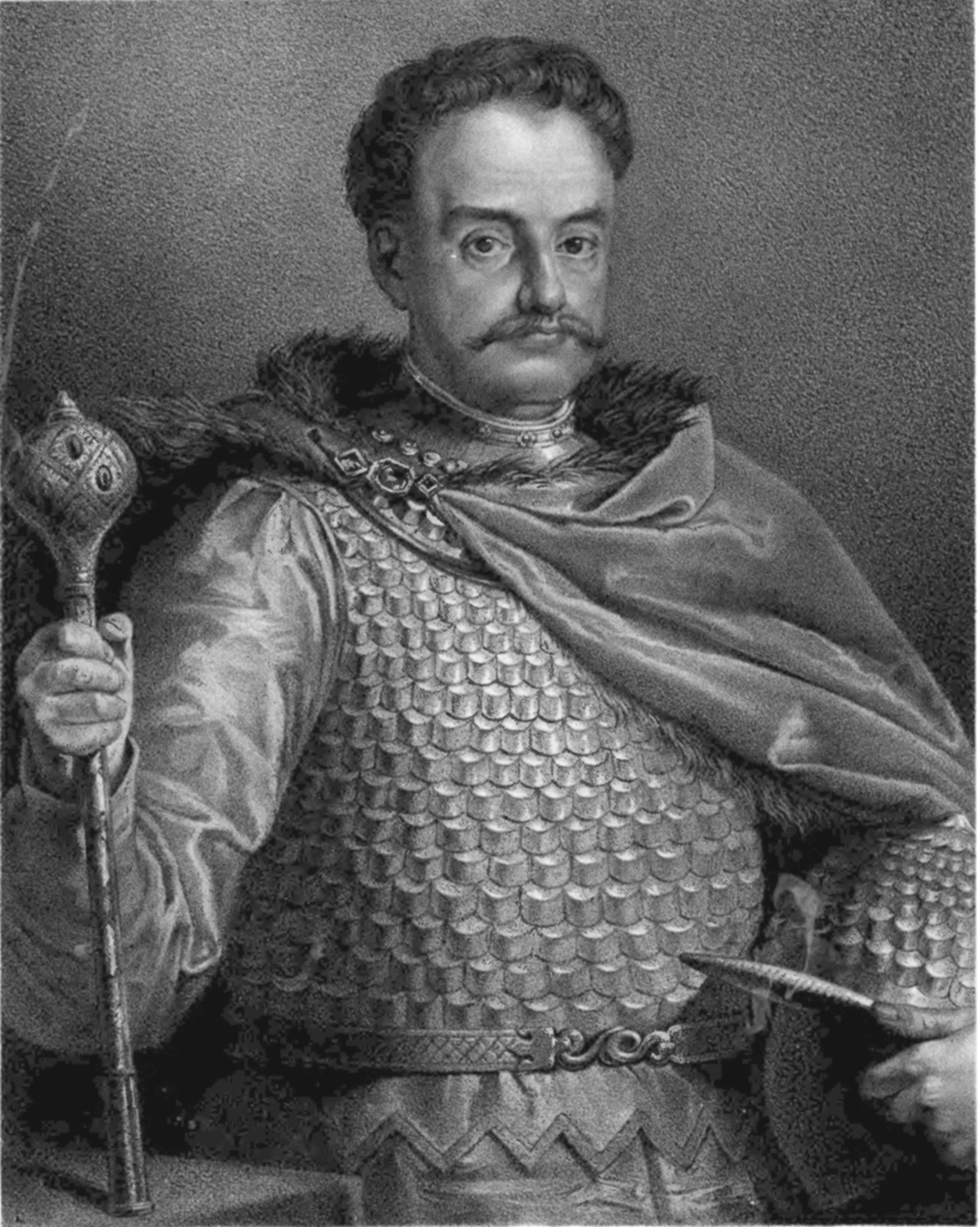
Budowniczy zamku St. J. Jabłonowski

Klucz mariampolski Jan Stanisław Jabłonowski odziedziczył po śmierci ojca w r. 1702. Wzniesiona przez kasztelana krakowskiego siedziba była zapewne rezydencją w typie palazzo in fortezza, gdzie korpus mieszkalny został otoczony bastionowymi fortyfikacjami, częściowo ziemnymi, częściowo murowanymi.
Roman Aftanazy stwierdził, że „cech bardziej nowoczesnego pałacu” budowla nabrała w r. 1730 lub „może nieco później”, za sprawą średniego syna wojewody ruskiego — Jana Kajetana, późniejszego wojewody bracławskiego, który ufundował w Mariampolu kościół i klasztor Kapucynów, gdzie został pochowany. W kaplicy zamkowej miały być pierwotnie przechowywane relikwie św. Wiktora, które otrzymał Jan Kajetan w r. 1740 od papieża Benedykta XIV, po śmierci magnata przeniesione do świątyni parafialnej w r. 1768.
Brak podstaw do precyzyjnego określenia czasu przebudowy. Jan Kajetan, piszący się księciem na Ostrogu, obrał Mariampol za jedną ze swych dwóch siedzib, ale nie ma bezsprzecznych przekazów mówiących o jego udziale przy przekształceniu rezydencji. Istnieją wszakże poszlaki wskazujące na zaangażowanie w przebudowę Mariampola właśnie Jana Stanisława, który w r. 1711 uskarżał się na „utrapienie [...], z dezolacyją Mariampola i Jezupola przez obozowanie wszystkich wojsk”. W zapiskach z r. 1719 znajdują się natomiast wiadomości dotyczące prowadzonych prac budowlanych w tej miejscowości, a kilka lat później w kontekście Mariampola zostało odnotowane nazwisko nadwornego rzeźbiarza królewskiego Jeana Josepha Vinache’a.
Zachowane plany miejscowości z końca XVIII stulecia autorstwa pułkownika Friedricha von Miega oraz z początku następnego wieku sporządzone przez kapitana Franka ukazują zarys prostokątnego budynku pałacowego usytuowanego od strony wschodniej założenia obronnego. Budowlę otaczały fortyfikacje od strony południowej (prawdopodobnie starsze) i rozbudowane od strony północnej (z bramą połączoną z kordegardą) i wschodniej. Od tej strony, już za kurtyną, znajdowały się również kwatery parkowo-ogrodowe (widoczne na mapie Miega). Cała miejscowość, usytuowana na zboczu wzniesienia, została też otoczona okopem i ziemnymi umocnieniami w typie holenderskim.

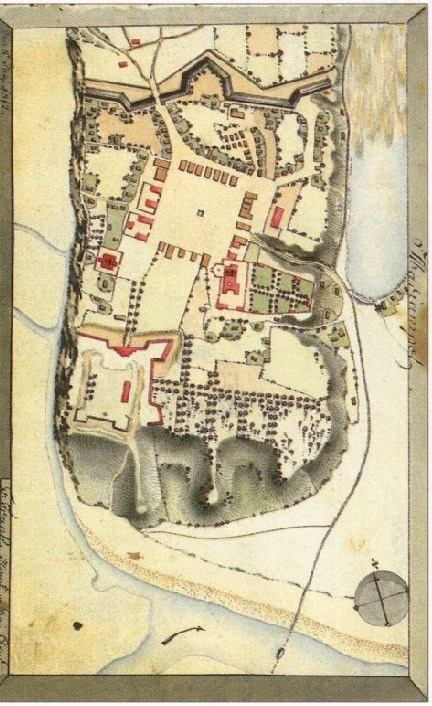
Pozostałości fortyfikacji i zamku (1812)

Pałac mariampolski obecnie nie istnieje, został zniszczony całkowicie po II wojnie światowej. Na fotografiach wykonanych pod koniec I wojny światowej jest widoczna dwukondygnacyjna fasada, z trójosiowym ryzalitem zwieńczonym trójkątnym szczytem. Parter budowli został potraktowany jako cokół, uzyskał podziały za pomocą lizen, pomiędzy którymi umieszczono półkoliste arkady galerii. Ryzalit został ozdobiony boniowaniem, na osi mieścił szerokie, zamknięte półkoliście wejście. Kondygnacja górna oddzielona od dolnej gładką opaską miała identyczne podziały; w ryzalicie na osi znajdowało się wydłużone porte-fenetre. Do pewnego stopnia przypomina to artykulację rezydencji podkamienieckiej. Na elewacji tylnej, nieco skromniejszej, bez galerii parterowych, kontynuowano ten sam schemat artykulacji. Na jednym ze zdjęć utrwalono wygląd sali, usytuowanej zapewne na piętrze, której dekorację wykonano częściowo w stiuku, a częściowo za pomocą iluzjonistycznych malowideł. W narożnikach znajdowały się zwielokrotnione pilastry kompozytowe, podtrzymujące obiegające belkowanie oraz tworzące ramy zapewne dla scen krajobrazowych i mitologicznych. Całości dopełniały kartusze herbowe na tle panopliów. Po I wojnie światowej w supraportach widoczne były jeszcze kompozycje z przedstawieniem Zabójstwa Abla oraz Walki Gigantów. Wiadomo ponadto, że znajdująca się na piętrze kaplica była ozdobiona „wizerunkami świętych”.
Skąpe przekazy ikonograficzne i archiwalne pozwalają na poczynienie jedynie dość ogólnych spostrzeżeń. Wydaje się, że formy pałacu mariampolskiego można określić jako wywodzące się z twórczości Tylmana van Gameren. Pałac Jabłonowskich był jakby uproszczoną wersją warszawskiego pałacu Krasińskich, z dominującym ryzalitem i podcieniami galerii w parterze. Wzmianki archiwalne z lat dwudziestych sugerują właśnie datowanie tej skromnej, klasycyzującej budowli na drugą, trzecią dekadę XVIII stulecia. Zresztą, nurt tylmanowski w architekturze rezydencjonalnej na ziemiach ruskich jest wyraźnie obecny zwłaszcza w pierwszej tercji XVIII wieku. Widoczne na zdjęciach fragmenty dekoracji wnętrz są trudne do datowania — z jednej strony, można je traktować jako klasycyzujące i stosunkowo późne, z drugiej połowy XVIII stulecia, z drugiej, owa „sala pamięci” czy „sala chwały” przywodzi na myśl zarówno koncepcje Jana Stanisława na mauzoleum w pałacu lwowskim, jak i projekty Gamerskiego dla Stanisława Herakliusza Lubomirskiego dla łazienek ujazdowskich czy pawilonu ogrodowego w Siekierkach.
Stopień przebudowy bramy prowadzącej do całego założenia uniemożliwia wysunięcie jakichkolwiek hipotez czy podjęcie analizy. Monumentalny wjazd, ujęty boniowaniem i pilastrami zapewne miał charakter nie tyle obronny, co reprezentacyjny.
Po fortyfikacji pozostały ruiny bramy północnej i wschodniej, fragmenty murów obronnych oraz park (2,26 ha), który w 2008 r. zyskał status parku dendrologicznego.
Obiekt został wpisany do Państwowego Rejestru Zabytków Nieruchomych Ukrainy pod numerem: 26-212-0040.

## Galeria

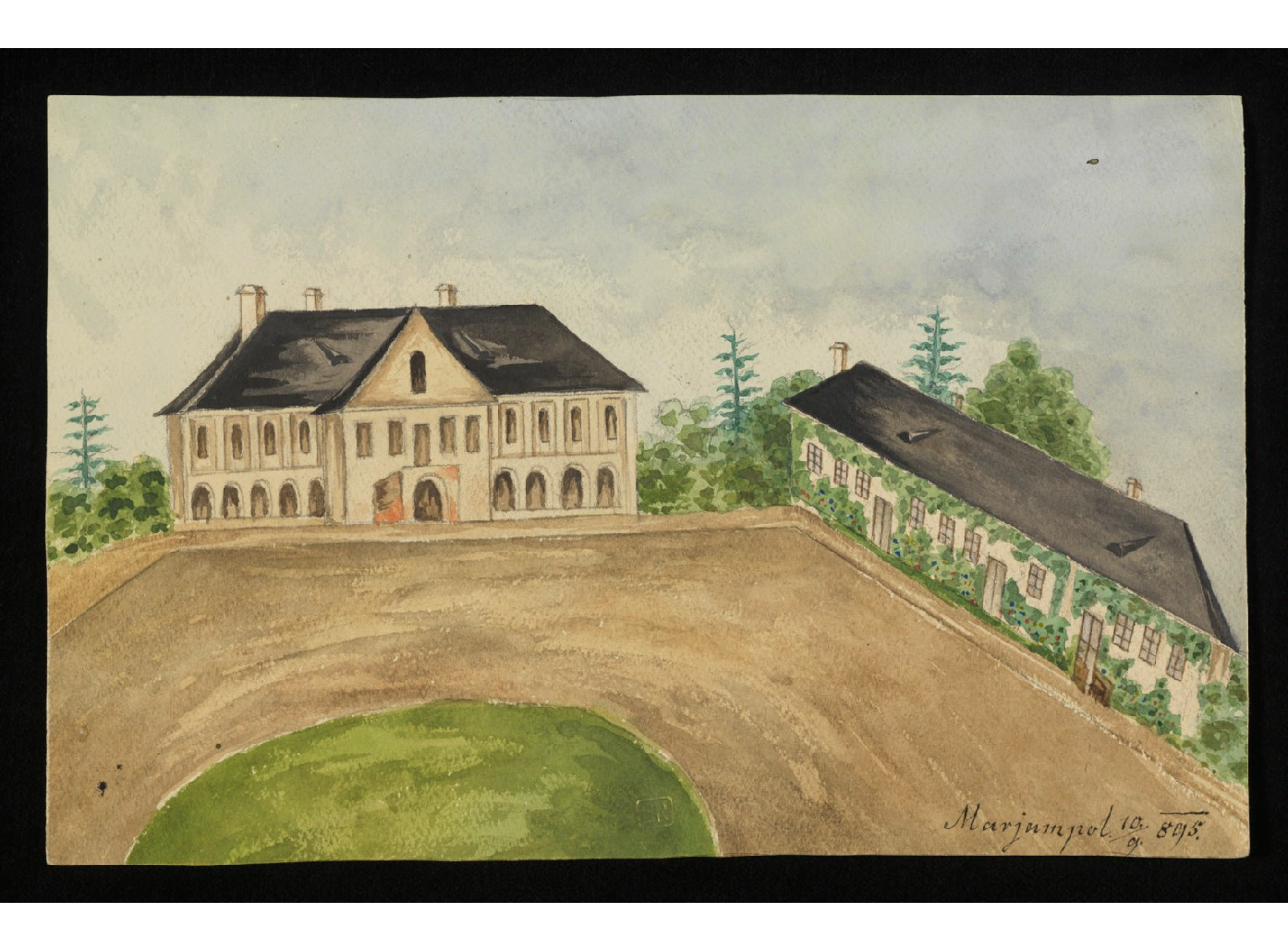
Pałac, akwarela (1895)
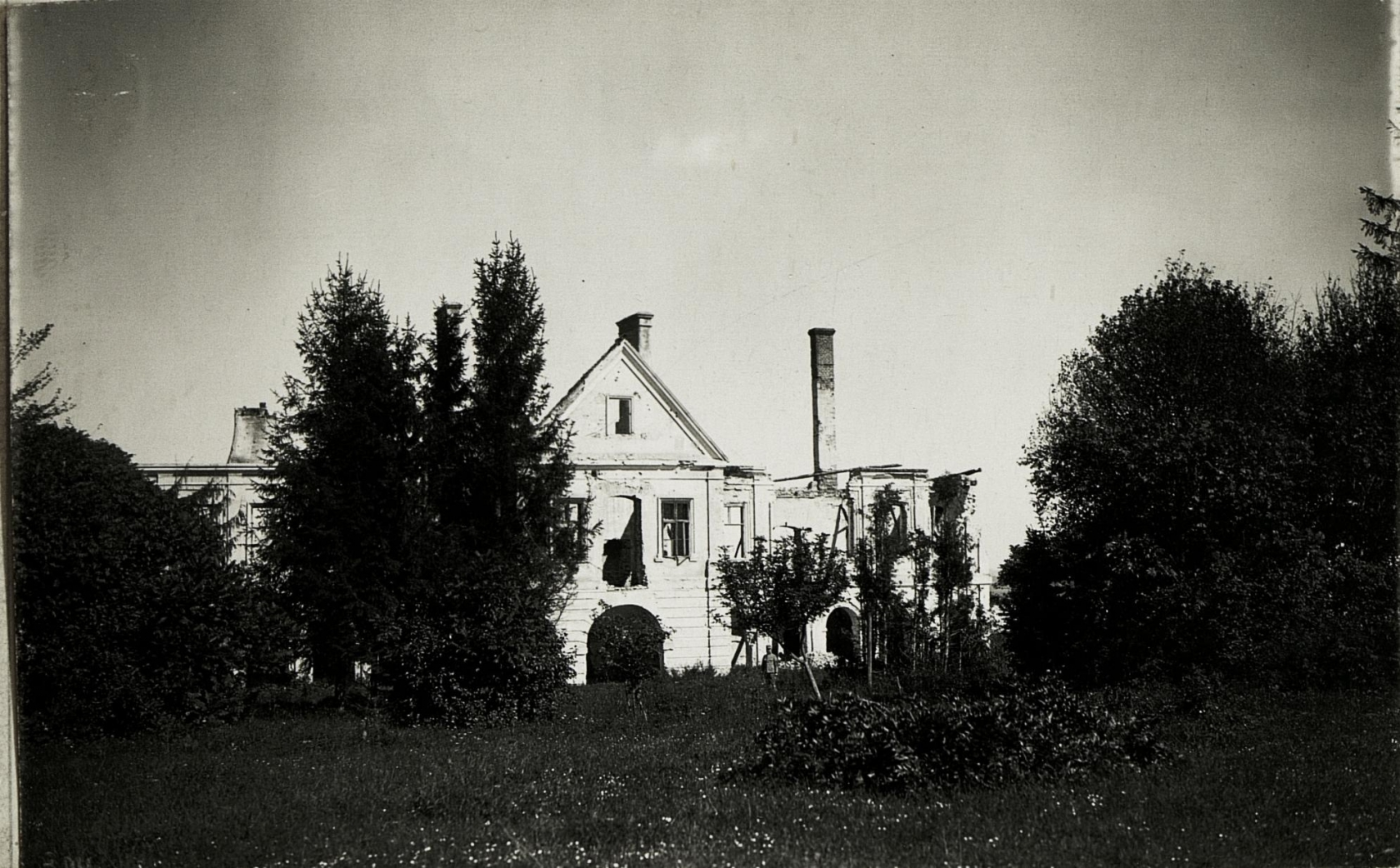
Ruiny pałacu (1915)
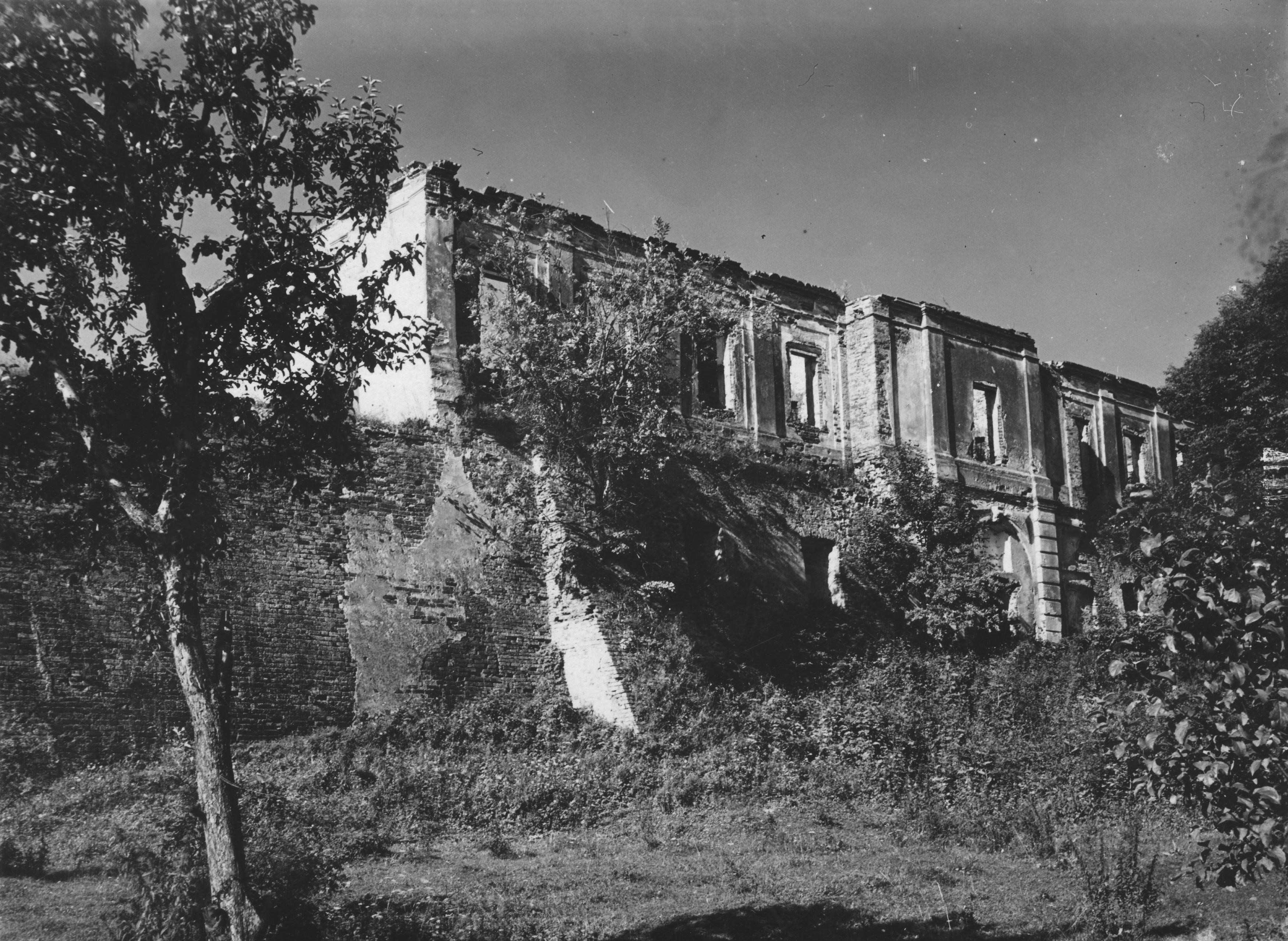
Ruiny pałacu (1926)
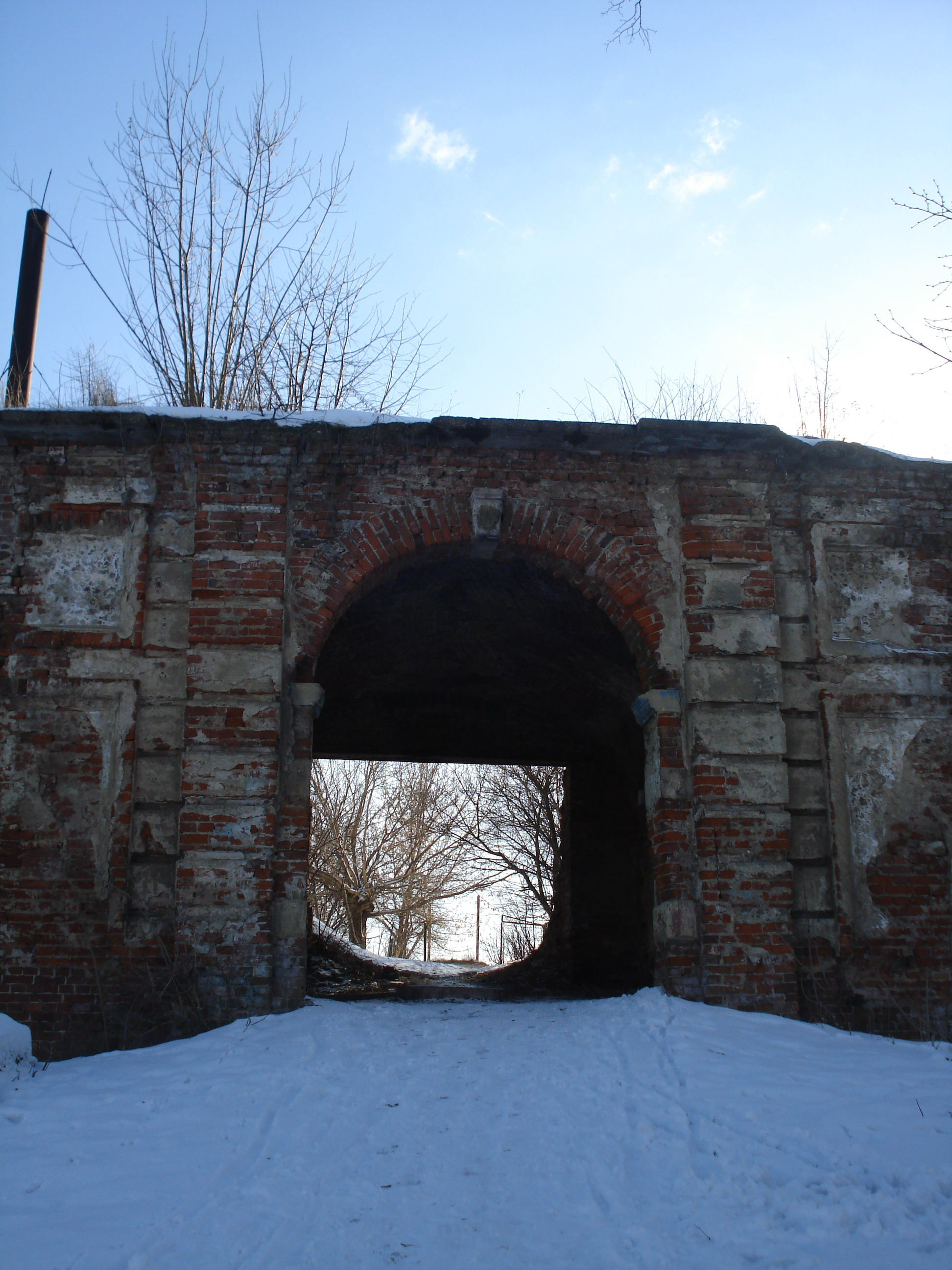
Północna brama zamku (2011)
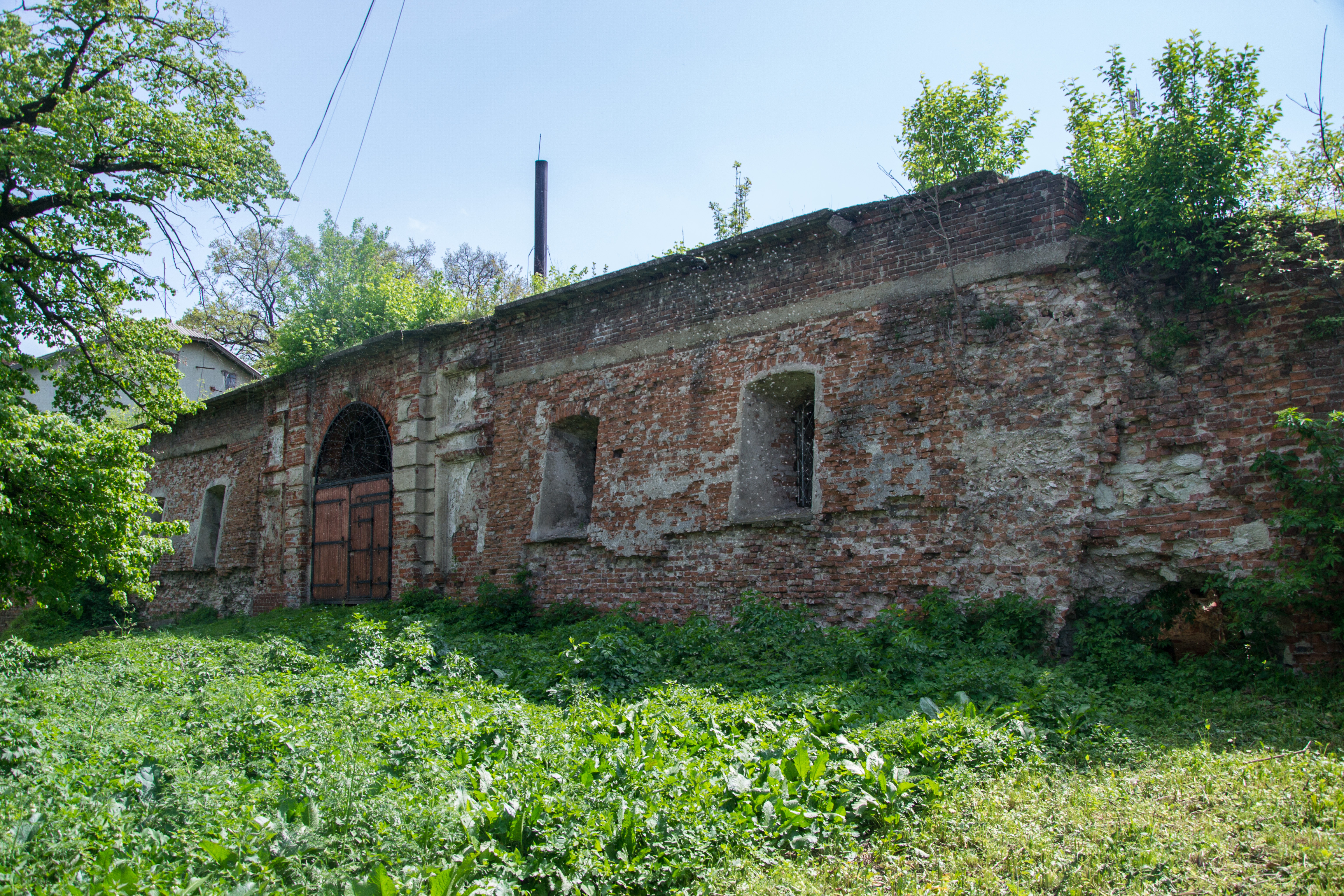
Ruiny zamku z bramą północną (2014)
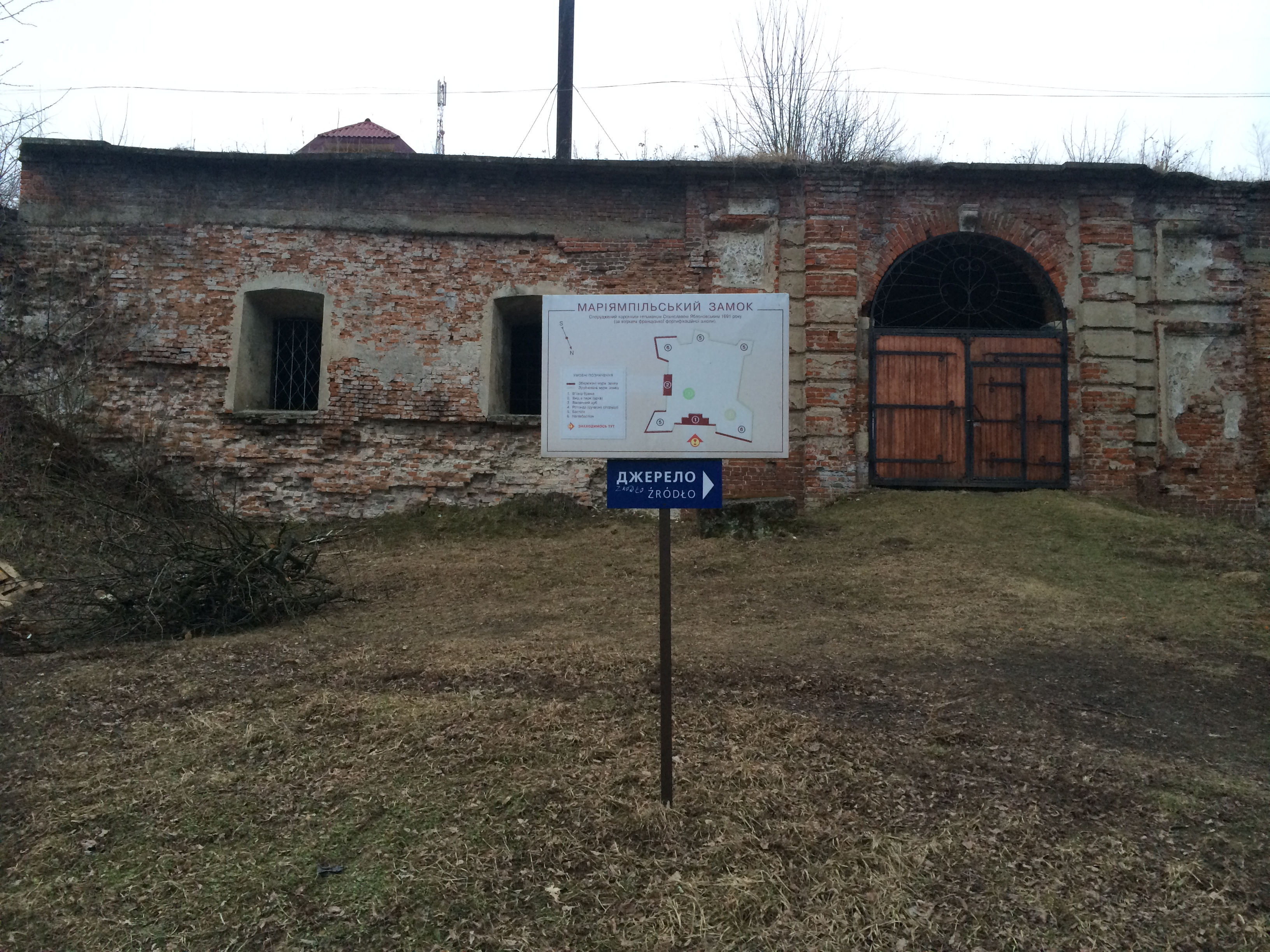
Tablica informacyjna (2014)
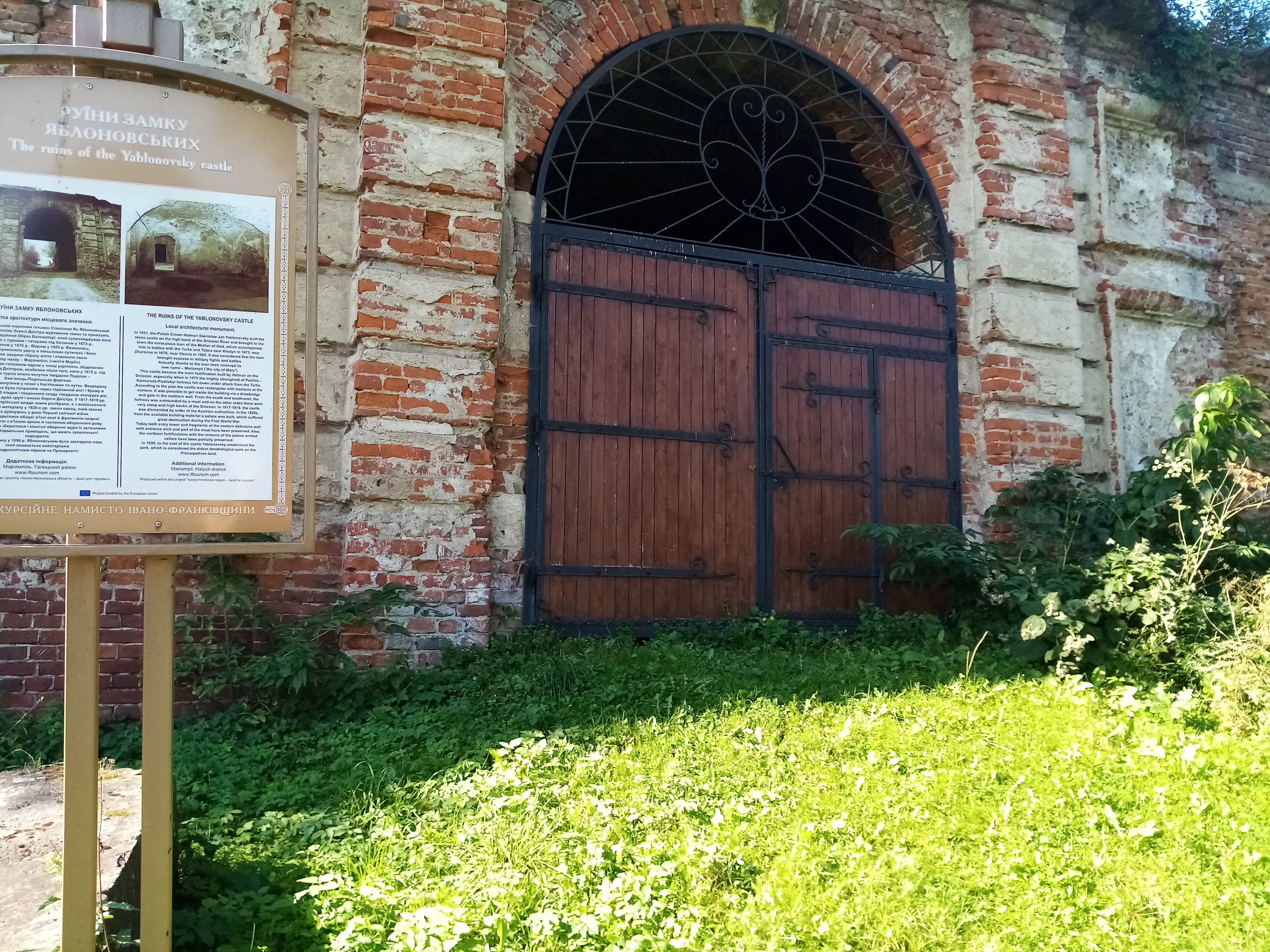
Północna brama zamku (2020)
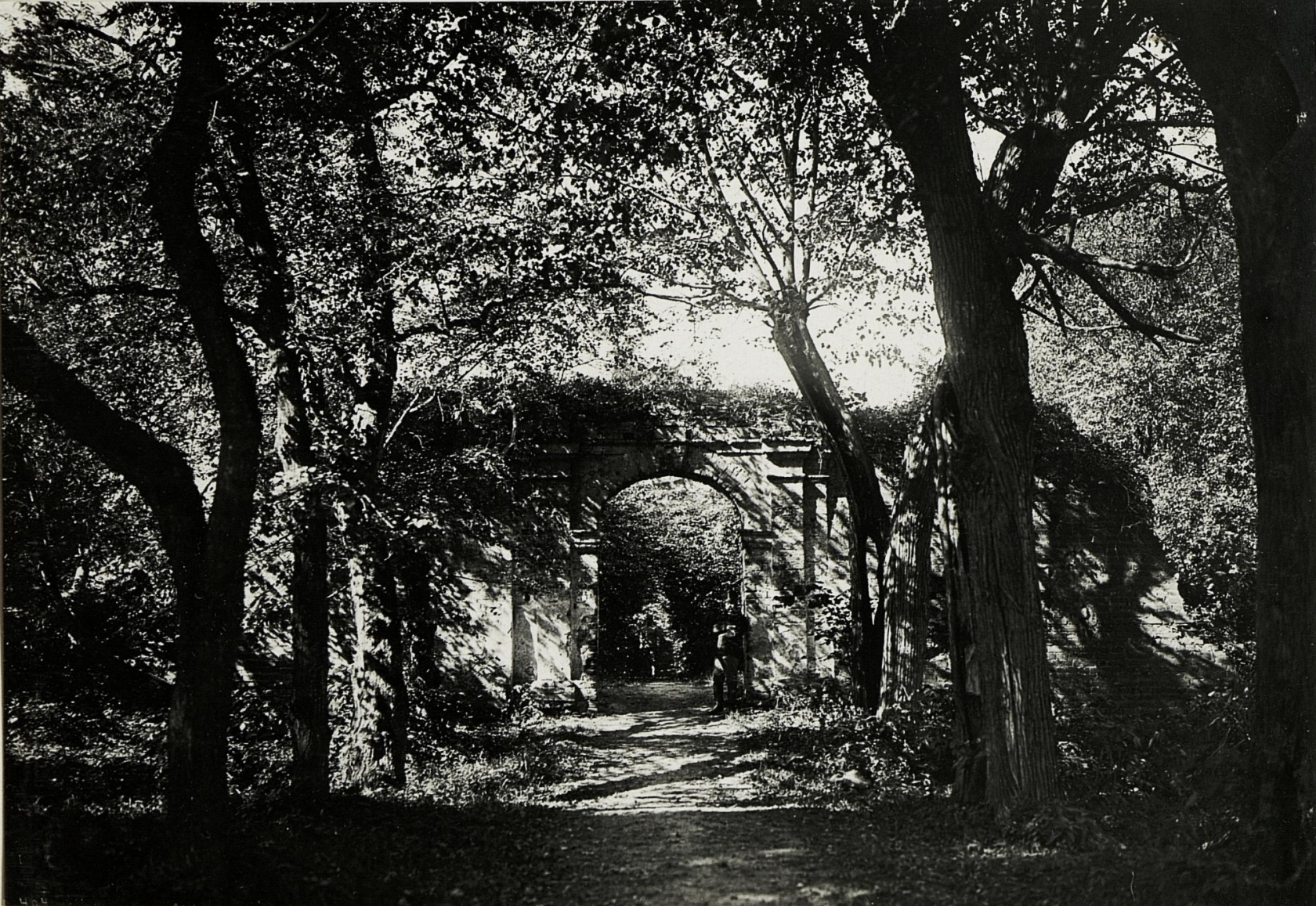
Wschodnia brama od strony parku (1915)
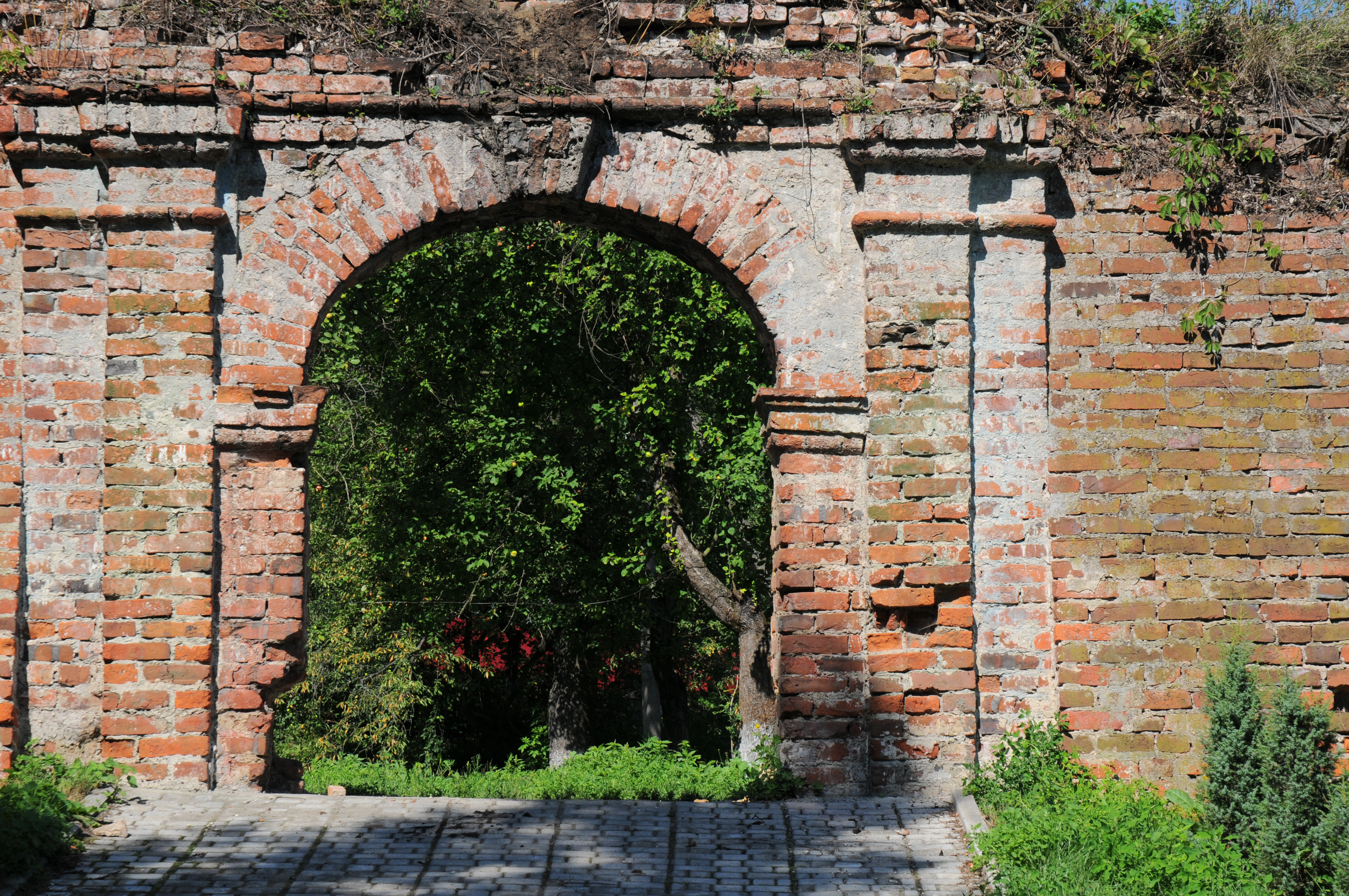
Wschodnia brama od strony pałacu (2012)
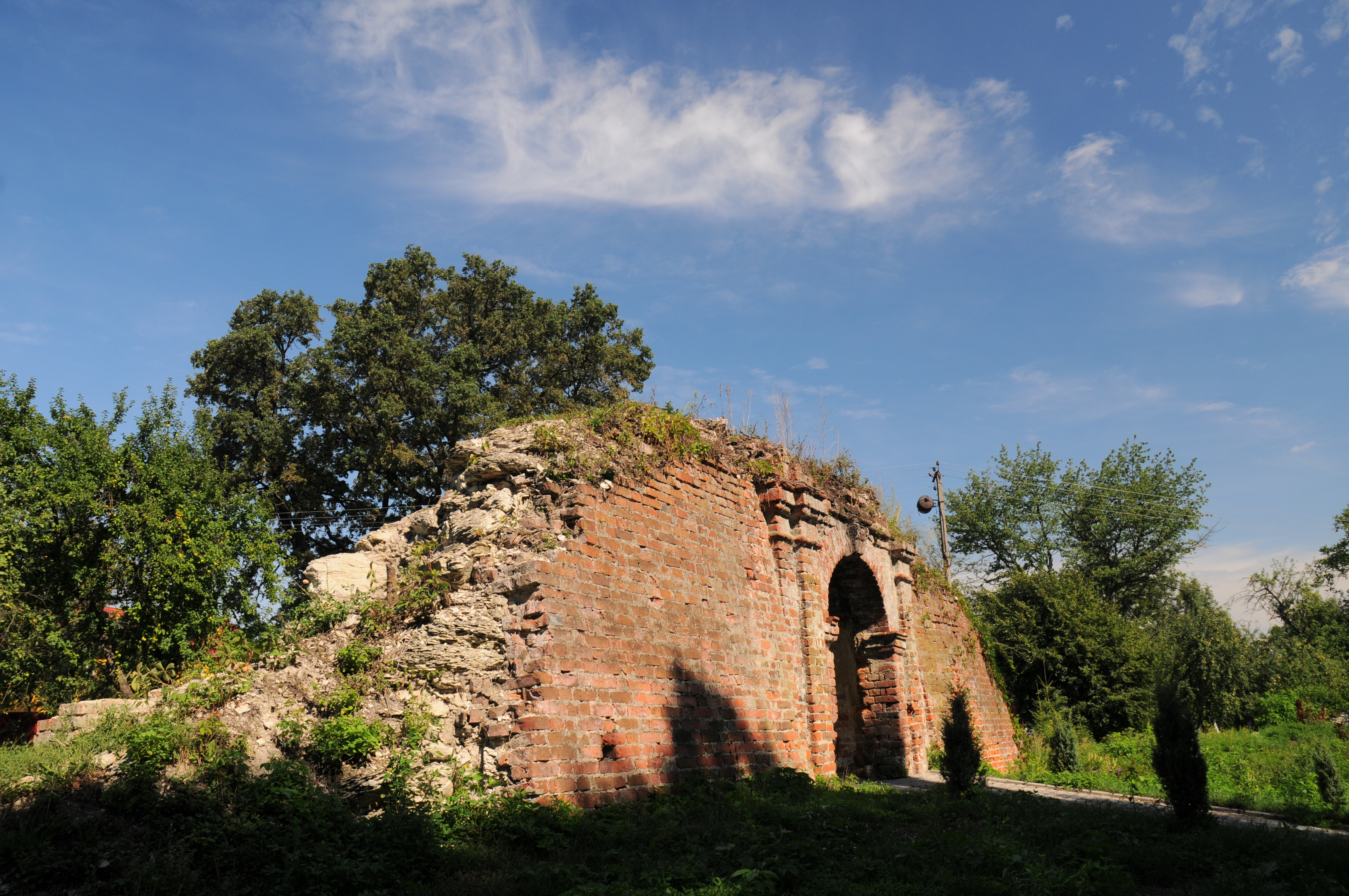
Wschodnia brama z murem obronnym